# صاحب (عسكرية)

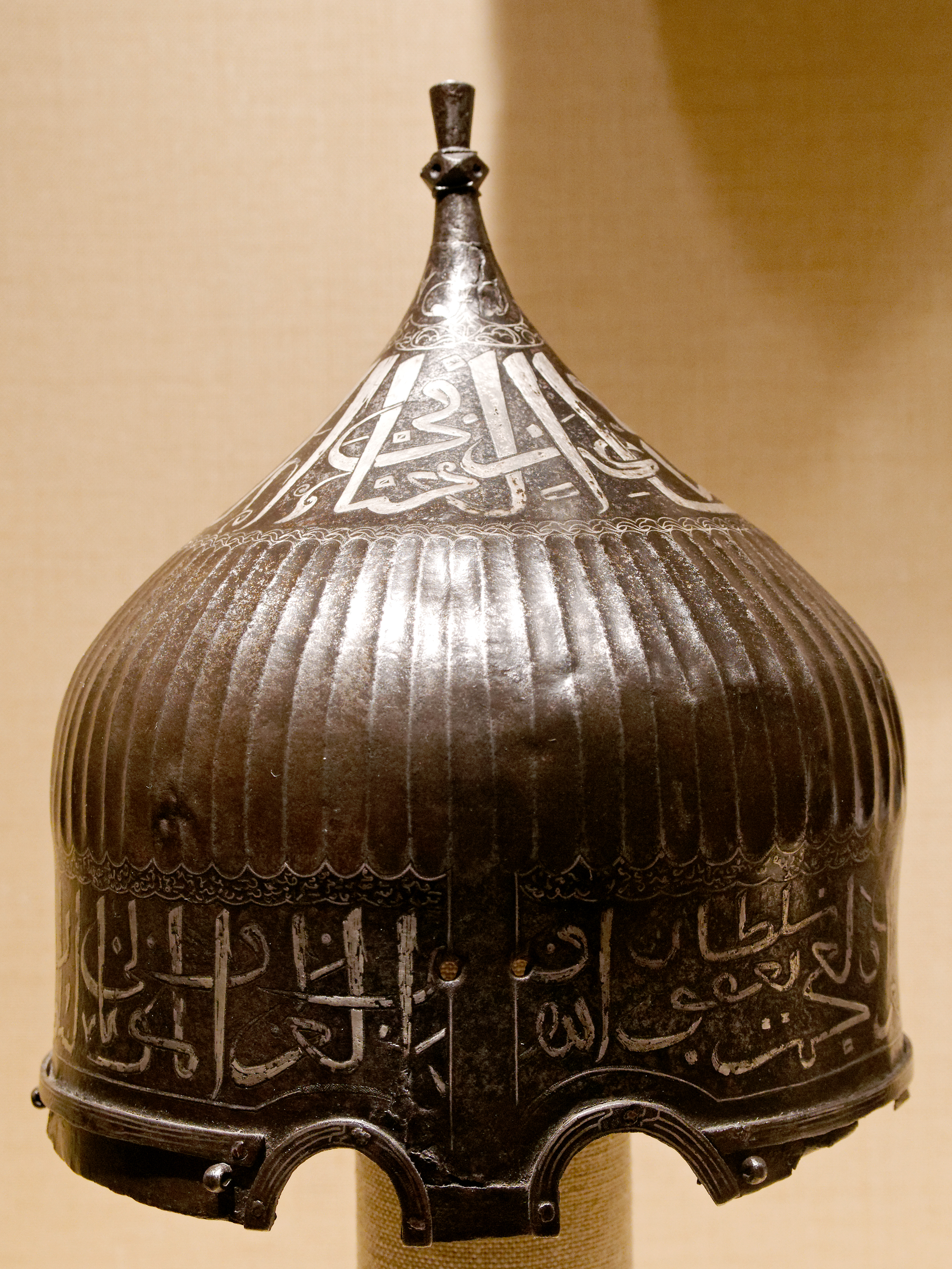

الصاحب لقب عسكري مستعمل في شبه القارة الهندية.

## في الهند البريطانية
في الهند البريطانية في الفترات الإقطاعية والاستعمارية استعمل الصاحب لقبا فخريا للخواص.

## المصاحب
المصاحب هو من يختاره الصاحب، وخاصة الأمير، لمنصب رفيع مثل رئيس الحرس وحتى منصب الوزير في بعض الولايات الأميرية.